# Berlin Kidz

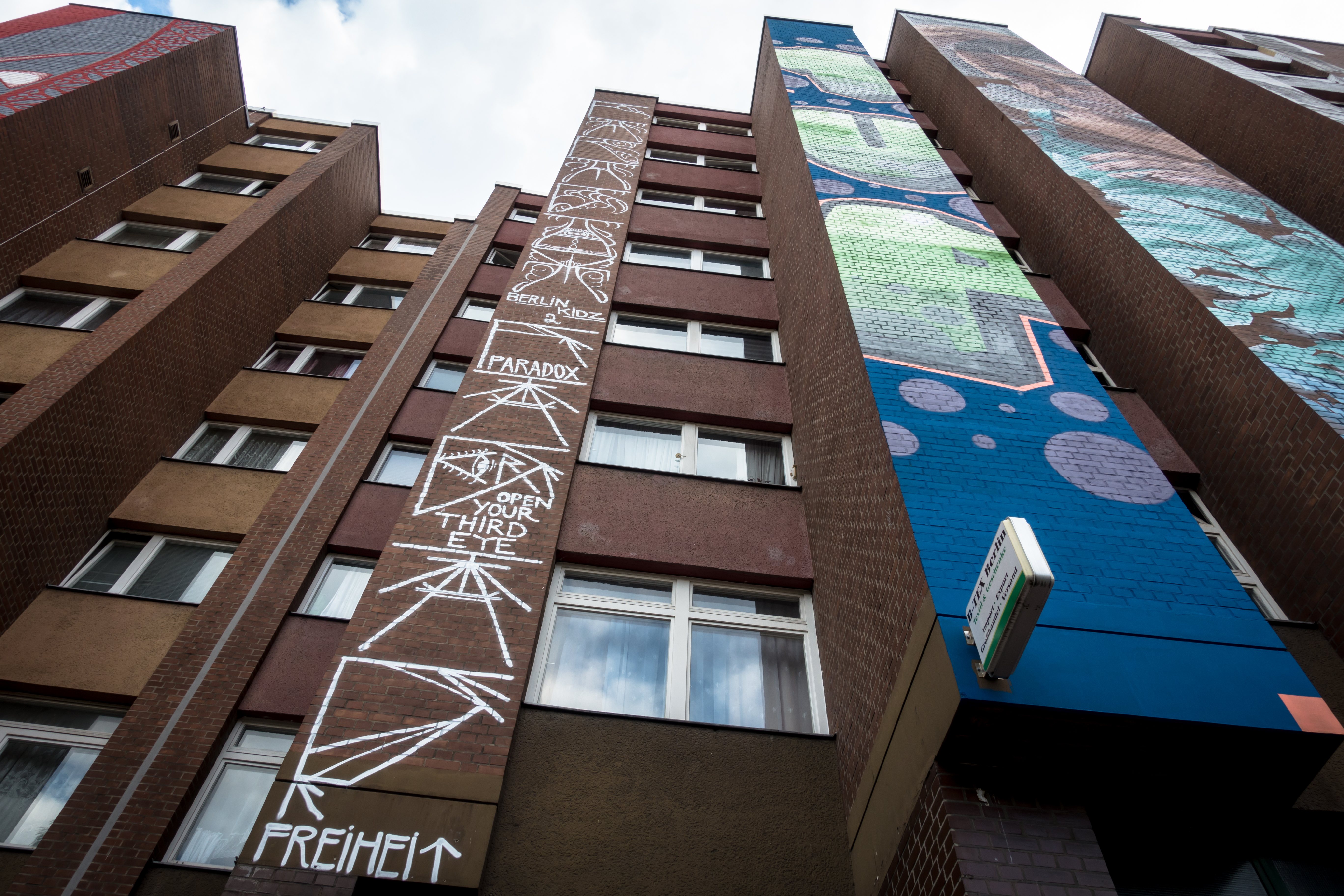
Obra de Berlin Kidz (esquerra) i 1UP (dreta)

Berlin Kidz és un col·lectiu de grafiters d'orientació antisistema, practicants de parkour i train surfing del barri berlinès de Kreuzberg. El seu estil es caracteritza per l'elaboració de lletres verticals de mida gran, sovint de color roig i blau, d'estil pichação, a les façanes d'edificis alts als quals accedeixen amb material d'escalada. Berlin Kidz edita els seus propis audiovisuals per a difondre les seves actuacions artístiques de guerrilla urbana.
El grup ha realitzat dos documentals, Berlin Kidz: 100% reines Adrenalin i Berlin Kidz: Fuck The System. Aquest darrer es va estrenar al cinema Babylon de Berlín el desembre de 2017.